# フィンガーライム
フィンガーライム(Australian finger lime)は、柑橘類の一種である。棘の多い低木であり、オーストラリアのクイーンズランド州とニューサウスウェールズ州の境界沿岸にある低地亜熱帯雨林や熱帯雨林で見られる。果肉の形状がキャビアに類似することからキャビアライムの別称を持つ。
果実は食用で、商業栽培に向けた開発中である。

## 概要
高さは、2-7 mである。葉は小さく、長さ1-6 cm、幅3-25 mmで毛はなく、頂部に向けて鋸歯がある。花は白色で、花弁は白色で、長さ6-9 mmである。果実は円筒形で、長さは4-8 cmであり、若干曲がっていたり、ピンク色や緑色等の様々な色を持つこともある。

## 栽培と利用

### 歴史
初期の入植者はこの果物を食べており、農業のために開墾する時にもこの木を残しておいた。植民地の植物学者は、需要が高く主要な生産物となる柑橘類の代替品が他にないため、栽培する必要があると提案した。

### 需要の増加

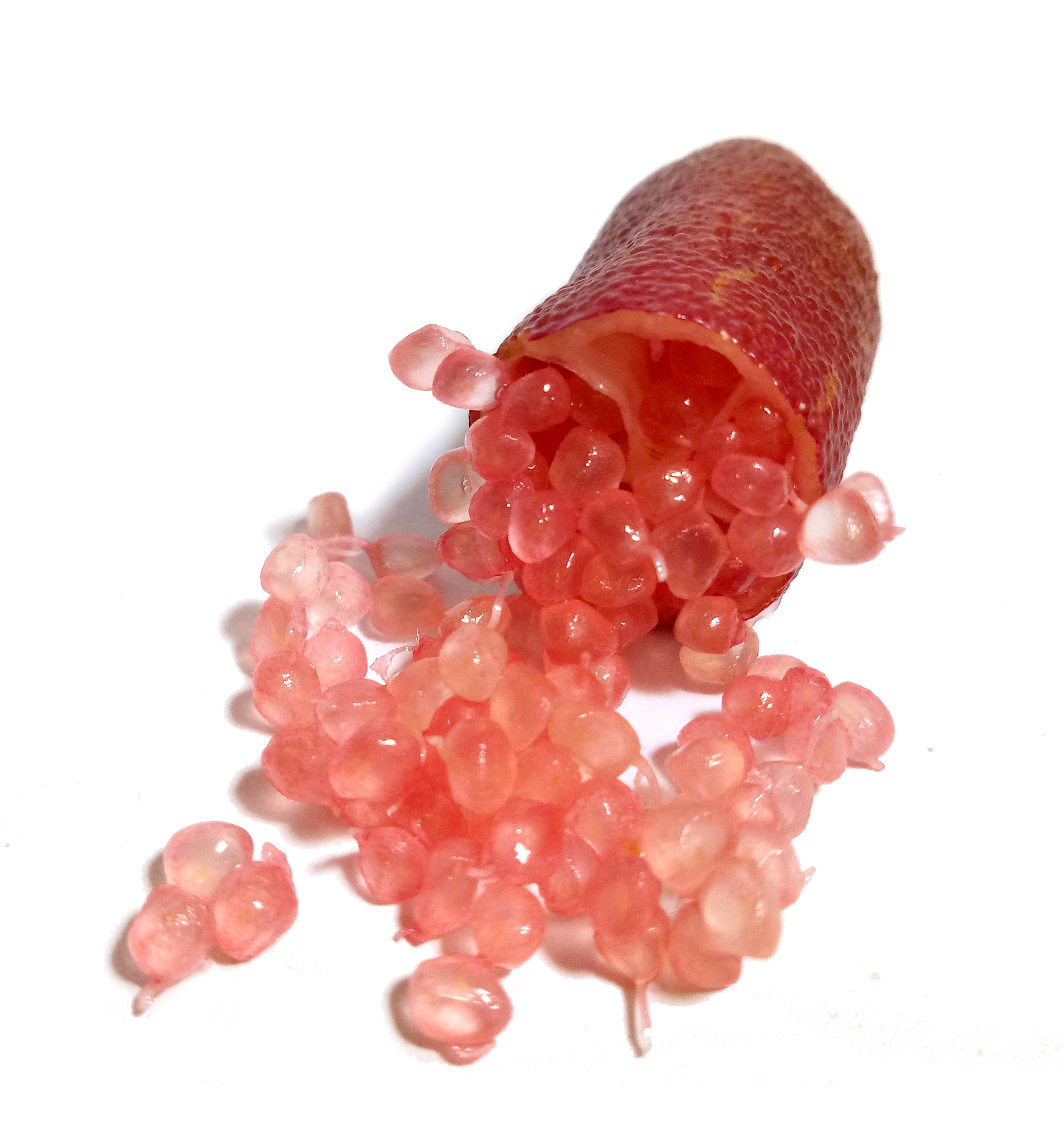
赤色のフィンガーライムとその砂じょう

フィンガーライムは、グルメなブッシュ・フードとしても人気が出てきている。球形の砂じょうは「森のキャビア」とも呼ばれ、添え物とされたり、様々な料理のレシピに用いられる。新鮮な砂じょうを噛むと、ピリッとした風味が急速に口中に広がる。果汁は酸味があり、ライムに似ている。フィンガーライムから、マーマレードやピクルスを作ることもある。皮は乾燥してスパイスとして用いる。
フィンガーライム果実の商業利用は、1990年代中盤に野生の果実を用いた高級マーマレードから始まった。2000年までに、レストランで販売されるようになり、また生のまま輸出された。
果実の需要の高まりを受けて、オーストラリアでは、商業栽培されるようになった。

### 病気

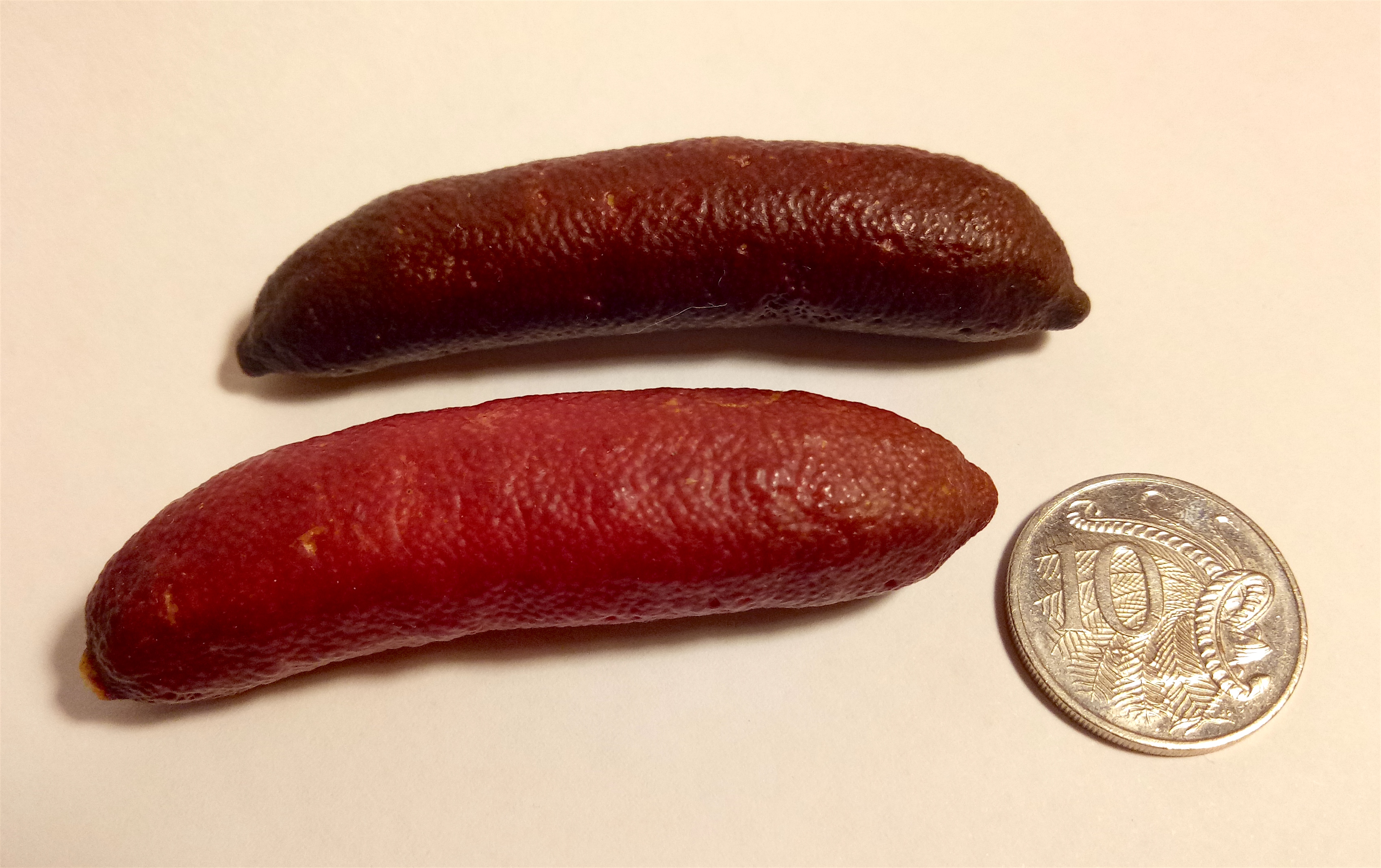
10セント硬貨 (オーストラリア)と並べた2つのフィンガーライム

栽培では、他の柑橘類とほぼ同様に育つ。作付け期の害虫駆除が必要な害虫や病気の対象となりうる。これらには、カイガラムシ、ケムシ、タマバチ、立ち枯れ等がある。ミバエの研究で、フィンガーライムはミバエの宿主にはならないと結論付けられているため、輸入国の検疫リスクにはならない。
1970年代以降の研究により、自然選択されたフィンガーライムは、根の疫病を引き起こすエキビョウキン属のPhytophthora citrophthoraに強い耐性を持つことが示され、病気耐性のある台木の開発のためのフィンガーライムとの交配プログラムが行われた。2020年、フィンガーライムを用いたカンキツグリーニング病の対策法確立のための研究が開始された。
オーストラリア連邦科学産業研究機構は、フィンガーライムと標準的な柑橘類を交配した雑種の開発も行っている。これらの雑種により作られた多くの品種は、明るい桃色から深い青緑色まで、幅広い色の果実をつける。フィンガーライムは、柑橘類の中で、最も幅広い色になると考えられている果肉（砂じょう）の色は、淡いライムグリーンや淡いピンク、珊瑚色、スカーレット等である。

## 分類
歴史的には、フィンガーライムはミカン属に分類されていたが、ウォルター・テニソン・スウィングルによる体系では、ミカン属が7つに分割され、フィンガーライムはミクロシトラス属という新属に分類された。しかし、その後の研究で、スウィングルにより分割された属を再統合し、フィンガーライムをミカン属に戻すという考えがより広く合意されている。

## 産地
日本での生産地は愛媛県をはじめ、長野県や和歌山県、広島県、高知県、沖縄県が代表される。